# Primeira República da Venezuela
A Primeira República da Venezuela foi o estado que existiu no período histórico transcorrido entre os anos de 1811 e 1812. A primeira república têm seu começo em 5 de julho de 1810 quando a Junta Suprema declarada em Caracas suplanta o Capitão Geral Vicente Emparan e instala um congresso assim como declara a Independência da Venezuela em 5 de Julho de 1811. O território se chama Confederação Americana da Venezuela.
Com a declaração da independência e as campanhas empreendidas pelos republicanos se inicia a Guerra de independência da Venezuela. A República cai definitivamente em 25 de Julho de 1812 com a capitulação de São Mateo ante a chefe realista Domingo Monteverde, que foi vencedor em sua campanha pela reconquista do país, que entra em Caracas em 30 de Julho.